# Mamia III Gurieli
Mamia III Gurieli, död 1714, var en georgisk monark. Han var kung i kungariket Imereti mellan 1701 och 1714.